# La grande strada - L'odissea di Montecassino
La grande strada - L'odissea di Montecassino è un film del 1948 girato da Michał Waszyński in collaborazione con Vittorio Cottafavi.
La pellicola fa da cornice alle riprese originali dell'esercito polacco durante la seconda guerra mondiale, mentre il titolo fa riferimento alla lunga marcia dalle truppe polacche guidate dal generale Władysław Anders, che dalla Siberia, attraverso il Medio Oriente, giunsero in Italia.

## Trama

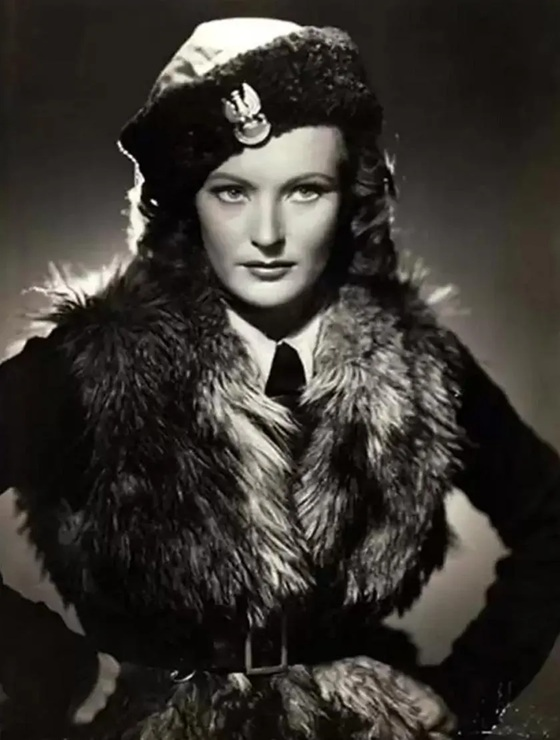
Renata Bogdanska

Nel 1939, poco prima dello scoppio della seconda guerra mondiale, Adam e Irene Wolska si innamorano nella città di Leopoli.
L'inizio della guerra li separa, quando entrambi vengono deportati dai sovietici sul fiume Kolyma, nella Siberia nordorientale, dove si ritrovano brevemente quando si arruolano nell'esercito del generale Władysław Anders, poi confluito nel II Corpo polacco.
Di nuovo separato da Irene, Adam marcia con l'esercito dalla Siberia attraverso il Medio Oriente e combatte sul fronte italiano. Durante la battaglia di Cassino viene ferito durante il primo assalto, perdendo temporaneamente la vista.
Durante la degenza nell'ospedale militare, l'infermiera Edwige trova e legge il diario di Adam, in cui sono annotati tutti gli eventi della sua vita a Leopoli, lo scoppio della guerra e l'aggressione sovietica, la deportazione in Siberia, l'evacuazione dall'URSS, il soggiorno in Iran, Iraq, Palestina, Egitto e il primo attacco a Monte Cassino. Nell'intento di alleviare le sue sofferenze, l'infermiera si finge la sua fidanzata Irene, ma poi si innamora davvero di Adam. Tutto questo però finisce quando arriva la vera Irene: Adam si riprende dalle ferite e, dopo la vittoria polacca a Montecassino, segue l'esercito insieme a Irene nell'Italia settentrionale, dove partecipano alla liberazione di Bologna. Al termine della guerra decidono di stabilirsi nella città emiliana.

## Produzione
Il film venne girato negli studi cinematografici di Cinecittà a Roma, i più grandi dell'epoca, nell'estate del 1946. Le condizioni di lavoro risultarono difficili: nelle scene siberiane le tempeste di neve vennero realizzate con la naftalina,, quindi con un odore insopportabile, mentre gli attori dovettero recitare con cappotti e berretti di pelliccia, nonostante il caldo dello studio cinematografico chiuso. Il teatro dell'opera di Leopoli, che appare nelle scene iniziali del film, venne ricostruito a memoria, utilizzando anche riprese originali di Waszyński girate nell'ex città polacca.
L'obiettivo della produzione da parte del Centro di Cultura e Stampa del Secondo Corpo Polacco fu quello di preservare chiaramente la memoria del tragico ed eroico destino dei soldati polacchi che arrivarono in Italia attraverso i campi e il Medio Oriente e combatterono a fianco degli alleati contro i tedeschi. All'interno del film sono inseriti diversi filmati autentici girati da Waszynski durante il lungo cammino dei soldati del II Corpo d'Armata polacco, dalla Siberia attraverso il Medio Oriente, fino alla battaglia di Cassino. Inoltre, i protagonisti provengono da Leopoli e in molte scene parlano il dialetto polacco di tale città. Tra questi, il personaggio di Irene è interpretato da Renata Bogdanska (il cui vero nome è Iryna Jarosiewicz), che in seguito sposò il generale Władysław Anders.
Il montaggio della versione polacca del film fu completato nel 1946, mentre la versione italiana fu completata due anni dopo: infatti venne altresì realizzata, in collaborazione con il regista italiano Vittorio Cottafavi, una versione italiana del film, con toni più leggeri e neorealistici, al fine di far spacciare la produzione come italiana e quindi ottenere i contributi finanziari previsti dalla legge italiana. Peraltro la Direzione generale per il cinema espresse i suoi forti dubbi sull'autenticità della produzione italiana e sull'effettiva partecipazione di Cottafavi nella regia.

## Distribuzione
Il film venne presentato in Italia nel 1948 e ripresentato nel 1952, ma venne visto da pochi spettatori e rimase pressoché sconosciuto.
La pellicola non venne mai proiettata in Polonia fino alla caduta del comunismo nel 1989, dati i suoi contenuti politicizzati antisovietici.
Nel 2015 venne ritrovata fortuitamente una copia della versione italiana del film, ormai praticamente dimenticato, in un fondo di magazzino del Museo nazionale della scienza e della tecnologia di Milano. La pellicola è stata completamente restaurata e digitalizzata dall'Archivio nazionale cinema d'impresa di Ivrea.

## Critica
Nel 1952, all'epoca della ripresentazione, il film ottenne giudizi mediocri, venendo giudicato come «un film ormai superato, a parte il tempo trascorso dall'epoca della sua realizzazione, e quindi di ben scarso interesse, malgrado il soggetto abbia qualche attrattiva».
Dopo la caduta del comunismo, il film è stato riscoperto e celebrato in Polonia come una perla dimenticata della cinematografia polacca, essendo l'unico film al mondo sulla partecipazione delle truppe polacche alla campagna d'Italia (con filmati autentici dell'epoca) nonché l'unico film (prima del 1989) che mostra il destino dei polacchi durante la seconda guerra mondiale.
Nel 2014 Marek Maldis ha realizzato il reportage Lunga strada della Grande strada che ricostruisce la complessa storia della pellicola di Waszyński, di cui si conoscono almeno quattro versioni.